# Biểu tình Moldova 2022–2023
Biểu tình Moldova 2022 (tiếng România: Protestele din Republica Moldova), (tiếng Nga: Протесты в Молдавии) là cuộc biểu tình bắt đầu từ ngày 18 tháng 9 năm 2022. Diễn ra trong bối cảnh khủng hoảng năng lượng khiến giá khí đốt tự nhiên tăng cao, lạm phát nghiêm trọng và Nga xâm lược Ukraina 2022. Nhằm mục đích yêu cầu tổng thống Maia Sandu từ chức, đòi giải tán quốc hội.
Các cuộc biểu tình chủ yếu do Đảng Șor thân Nga tổ chức. Đảng đã tài trợ cho người tham gia biểu tình, cung cấp phương tiện di chuyển đến thủ đô Chişinău. Số tiền trên được cung cấp bởi Ilan Shor, một nhà tài phiệt và lãnh đạo Đảng Șor.